# Disclaimer (album)
Disclaimer – drugi album Seethera. Rozwinięciem tego albumu jest Disclaimer II wydany w 2004 roku. Była to pierwsza płyta zespołu o zasięgu międzynarodowym. Album otrzymał złotą płytę.

## Lista utworów
1. Gasoline
2. 69 Tea
3. Fine Again
4. Needles
5. Driven Under
6. Pride
7. Sympathetic
8. Your Bore
9. Fade Away
10. Pig
11. Fuck It
12. Broken